# Санденс (Вайомінг)
Санденс (англ. Sundance) — місто (англ. town) в США, в окрузі Крук штату Вайомінг. Населення — 1182 особи (2010).

## Географія
Санденс розташований за координатами 44°24′17″ пн. ш. 104°21′58″ зх. д. / 44.40472° пн. ш. 104.36611° зх. д. (44.404823, -104.366209).  За даними Бюро перепису населення США в 2010 році місто мало площу 7,93 км², з яких 7,90 км² — суходіл та 0,02 км² — водойми.

### Клімат
| Клімат : Санденс                   | Клімат : Санденс | Клімат : Санденс | Клімат : Санденс | Клімат : Санденс | Клімат : Санденс | Клімат : Санденс | Клімат : Санденс | Клімат : Санденс | Клімат : Санденс | Клімат : Санденс | Клімат : Санденс | Клімат : Санденс | Клімат : Санденс |
| Показник                           | Січ.             | Лют.             | Бер.             | Квіт.            | Трав.            | Черв.            | Лип.             | Серп.            | Вер.             | Жовт.            | Лист.            | Груд.            | Рік              |
| Абсолютний максимум, °C            | 18,3             | 18,9             | 25,0             | 28,9             | 38,3             | 38,3             | 40,6             | 38,3             | 37,2             | 31,7             | 25,0             | 18,3             | 40,6             |
| Середній максимум, °C              | −0,7             | 2,1              | 6,9              | 12,5             | 18,6             | 24,8             | 29,2             | 28,4             | 22,3             | 15,3             | 5,4              | 0,4              | 13,8             |
| Середня температура, °C            | −7,2             | −4,4             | 0,3              | 5,6              | 11,3             | 16,9             | 20,7             | 20,0             | 14,1             | 7,6              | −0,9             | −5,8             | 6,6              |
| Середній мінімум, °C               | −13,7            | −10,8            | −6,3             | −1,3             | 4,0              | 9,0              | 12,2             | 11,5             | 5,7              | −0,2             | −7,3             | −12,2            | −0,7             |
| Абсолютний мінімум, °C             | −39,4            | −41,1            | −31,1            | −23,9            | −33,3            | −3,9             | −1,1             | −0,6             | −17,8            | −27,2            | −30,6            | −40              | −41,1            |
| Норма опадів, мм                   | 18               | 17               | 25               | 58               | 70               | 78               | 54               | 42               | 33               | 40               | 24               | 19               | 478              |
| ---------------------------------- | ---------------- | ---------------- | ---------------- | ---------------- | ---------------- | ---------------- | ---------------- | ---------------- | ---------------- | ---------------- | ---------------- | ---------------- | ---------------- |
| Джерело: NOAA (normals, 1971–2000) |                  |                  |                  |                  |                  |                  |                  |                  |                  |                  |                  |                  |                  |

## Демографія
Згідно з переписом 2010 року, у місті мешкали 1182 особи в 532 домогосподарствах у складі 326 родин. Густота населення становила 149 осіб/км².  Було 606 помешкань (76/км²).
Расовий склад населення:
| - 97,8 % — білих - 0,8 % — корінних американців - 0,2 % — чорних або афроамериканців |

До двох чи більше рас належало 0,8 %. Частка іспаномовних становила 1,2 % від усіх жителів.
За віковим діапазоном населення розподілялося таким чином: 19,3 % — особи молодші 18 років, 56,7 % — особи у віці 18—64 років, 24,0 % — особи у віці 65 років та старші. Медіана віку мешканця становила 47,5 року. На 100 осіб жіночої статі у місті припадало 96,3 чоловіків;  на 100 жінок у віці від 18 років та старших — 86,7 чоловіків також старших 18 років.
Середній дохід на одне домашнє господарство  становив 62 434 долари США (медіана — 56 452), а середній дохід на одну сім'ю — 72 182 долари (медіана — 64 620). За межею бідності перебувало 4,7 % осіб, у тому числі 0,0 % дітей у віці до 18 років та 11,6 % осіб у віці 65 років та старших.
Цивільне працевлаштоване населення становило 688 осіб. Основні галузі зайнятості: освіта, охорона здоров'я та соціальна допомога — 19,0 %, мистецтво, розваги та відпочинок — 13,2 %, сільське господарство, лісництво, риболовля — 13,1 %.